# Mount Vernon (Alabama)
Mount Vernon é uma cidade  localizada no estado americano do Alabama, no Condado de Mobile.

## Demografia
Segundo o censo americano de 2000, a sua população era de 844 habitantes.
Em 2006, foi estimada uma população de 824, um decréscimo de 20 (-2.4%).

## Geografia
De acordo com o United States Census Bureau, a localidade tem uma área de 4,9 km², sem área coberta por água. Mount Vernon localiza-se a aproximadamente 28 m acima do nível do mar.

## Localidades na vizinhança
O diagrama seguinte representa as localidades num raio de 32 km ao redor de Mount Vernon.